# Ackworth (West Yorkshire)
Ackworth – wieś w Anglii, w hrabstwie ceremonialnym West Yorkshire, w dystrykcie metropolitalnym Wakefield. Leży 23 km na południowy wschód od miasta Leeds i 251 km na północ od Londynu. Miejscowość liczy 6493 mieszkańców.